# Kroksund
Kroksund es una localidad de la provincia de Buskerud en la región de Østlandet, Noruega. A 1 de enero de 2017 tenía una población estimada de 349 habitantes. Para el año 2024 tuvo un descenso a 341 hab.

## Ubicación
Se encuentra ubicada al sur del país, al noroeste del fiordo de Oslo y cerca de las montañas de Halling y Hardanger. 